# Lehrgeschwader 1
Lehrgeschwader 1 (LG 1), anteriormente Lehrgeschwader Greifswald, foi uma asa multi-funções da Luftwaffe durante a Segunda Guerra Mundial, que operou caças, bombardeiros e bombardeiros de mergulho. Formada em Novembro de 1936, fez uso das aeronaves mais famosas da Luftwaffe, como o Bf 109, o Bf 110, o Do 17, o He 111, o Ju 88 e o Ju 87, lutando em todas as frentes até ao final da guerra.

## Comandantes[1]
- Robert Knauss, 1 de Novembro de 1938 - 9 de Abril de 1940
- Alfred Bülowius, 10 de Abril de 1940 - 21 de Outubro de 1940
- Friedrich Karl Knust, Outubro de 1940 - Junho de 1942
- Franz von Benda, Junho de 1942 - 2 de Dezembro de 1942
- Hans-Werner Frhr von Buchholtz, 12.42 - 2 de Agosto de 1943
- Joachim Helbig, 14 de Agosto de 1943 - Março de 1945
- Rudolf Hallensleben (acumulação de funções), Setembro de 1944 - Janeiro de 1945
- Richard Czekay, Março de 1945 - Maio de 1945